# Desurca Cadafe
Desurca Cadafe o Club Desurca fue un equipo de ciclismo amateur de Venezuela.
Principalmente disputó competiciones ciclísticas en Venezuela.

## Historia
Fue creado en la década de 1970 bajo el patrocinio de la empresa estatal de generación eléctrica CADAFE a través del proyecto Desarrollo Uribante Caparo. 

## Instalaciones
El equipo tuvo su sede en la ciudad de San Cristóbal.

## Plantilla
Estuvo integrado por jóvenes talentos del ciclismo de la época, algunos de ellos; Carlos Maya, Rónald Bermúdez, Luis Barroso Gómez, José Lindarte, Omar Pumar, Franklin Chacón, entre otros.
- Datos: Q25405341